# نیپرنت
نیپِرنِت (به انگلیسی: NIPRNet) با نام کامل شبکه روتر پروتکل اینترنت طبقه‌بندی‌نشده (به انگلیسی: Non-classified Internet Protocol (IP) Router Network) یک شبکه رایانه‌ای پروتکل اینترنت است که برای مبادله اطلاعات طبقه‌بندی‌نشده استفاده می‌شود. از جمله، اطلاعاتی که موضوع کنترل توزیع، بین کاربران شبکه‌های خصوصی هستند. نیپرنت همچنین به کاربران خود، دسترسی به اینترنت را فراهم می‌کند.

## تاریخچه
نیپرنت از روترهای پروتکل اینترنت وزارت دفاع ایالات متحده آمریکا تشکیل شده است. این شبکه، در دهه ۱۹۸۰ (میلادی) راه‌اندازی شد و آژانس سامانه‌های اطلاعات دفاعی آن را مدیریت می‌کرد تا اینکه جایگزین میلنت شد.

## بهبود امنیت
در سال‌های منهتی به ۲۰۱۰ (میلادی) نبپرنت، سریعتر از آن رشد کرده که وزارت دفاع بتواند بر آن نظارت کند. در سال ۲۰۱۰ وزارت دفاع، در تلاش برای واکاوی گسترش آن و شناسایی کاربران غیرمجازی که گمان می‌رود بی‌سروصدا به این شبکه پیوسته باشند ۱۰ میلیون دلار آمریکا برای بررسی وضعیت آن هزینه کرد. ارزیابی نیپرنت که از نرم‌افزار IPSonar ساخت ابرشرکت لومتا استفاده می‌کند همچنین به دنبال ضعف‌های امنیتی می‌گردد که ناشی از پیکربندی شبکه هستند. در سال‌های منهتی به ۲۰۱۰ وزارت دفاع، تلاش‌های بسیاری کرده تا امنیت شبکه را افزایش دهد. پنتاگون اعلام کرده که در بودجه سال ۲۰۱۲ (میلادی) ۲/۳ میلیارد دلار برای تقویت امنیت شبکه وزارت دفاع و گسترش روابط با همتایان خود در وزارت امنیت میهن ایالات متحده آمریکا درخواست کرده است.

## نام‌های جایگزین
در گویش روزانه، به سیپرنت و "نیپرنت" به ترتیب "سیپر-نت" و "نیپر-نت" (یا به شکل ساده "سیپر" و "نیپر") می‌گویند.